# Liste der Biografien/Wn
Liste der Biografien |
Portal Biografien |
Personensuche
# |
A |
B |
C |
D |
E |
F |
G |
H |
I |
J |
K |
L |
M |
N |
O |
P |
Q |
R |
S |
T |
U |
V |
W |
X |
Y |
Z |
?
 
Wa |
Wc |
Wd |
We |
Wh |
Wi |
Wj |
Wl |
Wn |
Wo |
Wr |
Ws |
Wt |
Wu |
Ww |
Wy |
Wz
Die Liste der Biografien führt alle Personen auf, die in der deutschsprachigen Wikipedia einen Artikel haben. Dieses ist eine Teilliste mit 14 Einträgen von Personen, deren Namen mit den Buchstaben „Wn“ beginnt.

## Wn

### Wne
- Wnęk, Jan (1828–1869), polnischer Zimmermann, Bildhauer und Luftfahrtpionier
- Wnęk, Maria (1922–2005), polnische Künstlerin der Art brut
- Wnendt, David (* 1977), deutscher Filmregisseur und Drehbuchautor
- Wnendt, Reinhard (* 1949), deutscher Politiker (Die Republikaner, AfD)
- Wnendt, Werner (* 1952), deutscher Diplomat

### Wnu
- Wnuck, Karl Heinrich von (1803–1881), preußischer Generalleutnant
- Wnuck, Karl Wilhelm von (1788–1863), preußischer Generalmajor
- Wnuck, Udo (* 1954), deutscher Politiker (SPD), MdL
- Wnuck, Wilhelm von (* 1889), deutscher Politiker (NSDAP); Senator und Präsident des Volkstages in der Freien Stadt Danzig (1931–1936)
- Wnuk, Elfriede (1916–1999), deutsche Rot-Kreuz-Schwester im Zweiten Weltkrieg
- Wnuk, Michael (1963–2020), deutscher Autor und Segler
- Wnuk, Mieczysław (1917–2010), polnischer nordischer Skisportler
- Wnuk, Oliver (* 1976), deutscher Schauspieler, Autor und HörspielsprecherOliver Wnuk (* 1976)

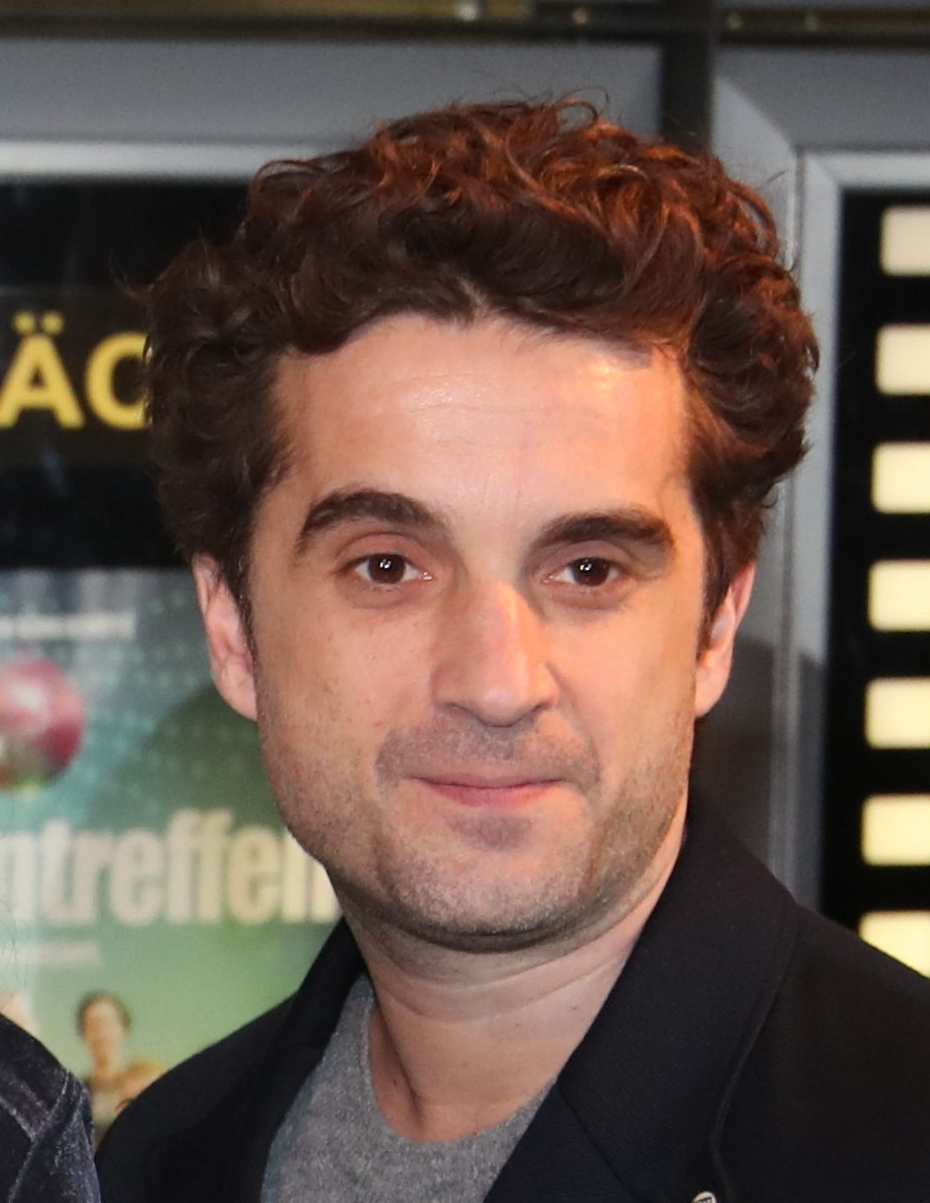
Oliver Wnuk (* 1976)

- Wnuk-Lipiński, Edmund (1944–2015), polnischer Soziologe und Science-Fiction-Autor